# Marinha do Texas

A Marinha do Texas (em inglês: Texas Navy), foi a marinha oficial da República do Texas.
Ela foi criada para proteger e defender a costa do Texas e proteger os navios e cargas que eram desesperadamente necessários à crescente república.